# Nothrotherium
Il notroterio (gen. Nothrotherium) è un bradipo estinto, appartenente alla famiglia dei notroteridi, a volte inserita, come sottofamiglia, all'interno dei Megatheriidae. Visse nel Pleistocene superiore (fino a 10.000 anni fa) e i suoi resti sono stati ritrovati in Sudamerica.

## Descrizione
Questo animale, della taglia di un tapiro, era lungo fino a 2,5 metri. Possedeva un corpo relativamente robusto, anche se in confronto agli altri bradipi terricoli dell'epoca era molto più leggero. Nelle zampe posteriori, i metatarsi erano ruotati di quasi novanta gradi, e gli artigli puntavano verso l'interno. Le zampe anteriori erano lunghe e forti, anch'esse armate di artigli. Il cranio era più sottile di quello di Megatherium, ma ugualmente sprovvisto di denti nella parte anteriore; si suppone vi fosse una lunga e forte lingua.

## Classificazione
Il notroterio è stato uno dei primi mammiferi sudamericani a venire descritto: i suoi resti furono scoperti in una caverna nella regione di Lagoa Santa (Brasile) da Peter Lund e classificati nel 1839. Si conoscono principalmente due specie di notroterio: Nothrotherium maquinense e N. escrivanense, entrambe rinvenute in Brasile. Una forma molto simile, Nothrotheriops, è stata ritrovata in Nordamerica. Questi animali appartenevano ai megateriidi, una famiglia di bradipi terricoli solitamente di grandi dimensioni, ma le loro ridotte dimensioni e alcuni caratteri scheletrici hanno indotto gli studiosi a classificarli in una sottofamiglia a parte, quella dei notroteriini (Nothrotheriinae).

## Stile di vita
Il notroterio era probabilmente un animale lento che si cibava di foglie degli alberi. I movimenti lenti dovevano renderlo un facile bersaglio dei predatori, come i grandi canidi sudamericani (Protocyon) o le ancor più temibili tigri dai denti a sciabola (Smilodon).